# Душинково
Души́нково (болг. Душинково) — село в Кирджалійській області Болгарії. Входить до складу общини Джебел.

## Населення
За даними перепису населення 2011 року у селі проживали 104 особи, з них 78 осіб (98,7%) — турки.
Розподіл населення за віком у 2011 році:
Динаміка населення: